# Horas de Jacobo IV de Escocia
El de las Horas de Jacobo IV de Escocia es un libro de horas manuscrito iluminado que data del primer cuarto del siglo XVI, conservado en la Biblioteca Nacional de Austria en Viena. Fue mandado hacer por el rey Jacobo IV de Escocia para su esposa Margarita Tudor.

## Historia
El manuscrito fue encargado alrededor del 1503, fecha del matrimonio entre el rey Jacobo IV de Escocia y Margarita Tudor, hija de Enrique VII de Inglaterra y 1513, fecha de la muerte del rey, ya que ambos están representados en el retrato. Probablemente fue encargado por el rey como un regalo de bodas a su esposa, varios elementos decorativos se encuentran en el documento oficial del contrato de matrimonio de los cónyuges ( Public Record Office , E39 / 81) y varios índices eran comprensibles únicamente para la corte escocesa. El libro fue uno de los muchos obsequios y festividades ofrecidas en una alianza matrimonial que, supuestamente, selló la paz entre Escocia e Inglaterra. Sin embargo, no hay texto en el manuscrito que se refiera a la unión, por lo que el libro quizá se hubiera ordenado hacer antes de los planes de boda, pero terminó coincidiendo con la boda.
El manuscrito fue legado a María Tudor, duquesa de Suffolk (1496-1533), hermana de Margarita. Fue adquirido por Leopoldo I de Habsburgo en el siglo XVII, y por lo tanto entró  a formar parte de la biblioteca imperial de los Habsburgo. Todavía se conserva en la Biblioteca Nacional de Austria. Fue exhibido en Londres y Malibu en 2003-2004.

## Descripción
El manuscrito contiene 19 miniaturas de página completa, otras 46 miniaturas pequeñas y 2 leyendas con historia, pero también hay bordes iluminados en cada página, 9 de los cuales son historiados. También contiene 12 páginas de calendario ornamentadas con una decoración arquitectónica que contiene escenas pequeñas, así como paisajes deshabitados en la parte inferior.
Únicamente dos miniaturas se atribuyen al Maestro de Jacobo IV de Escocia, que debe su nombre a este manuscrito, cuyo trabajo fue recopilado por el historiador de arte alemán Friedrich Winkler. Este artista generalmente se identifica con Gerard Horenbout, de él son el retrato de Jacobo IV (f.24v) y Flight to Egypt (f.104v). Las otras pinturas son obra de su taller o de otros artistas secundarios no identificados.